# Edgard Farasijn

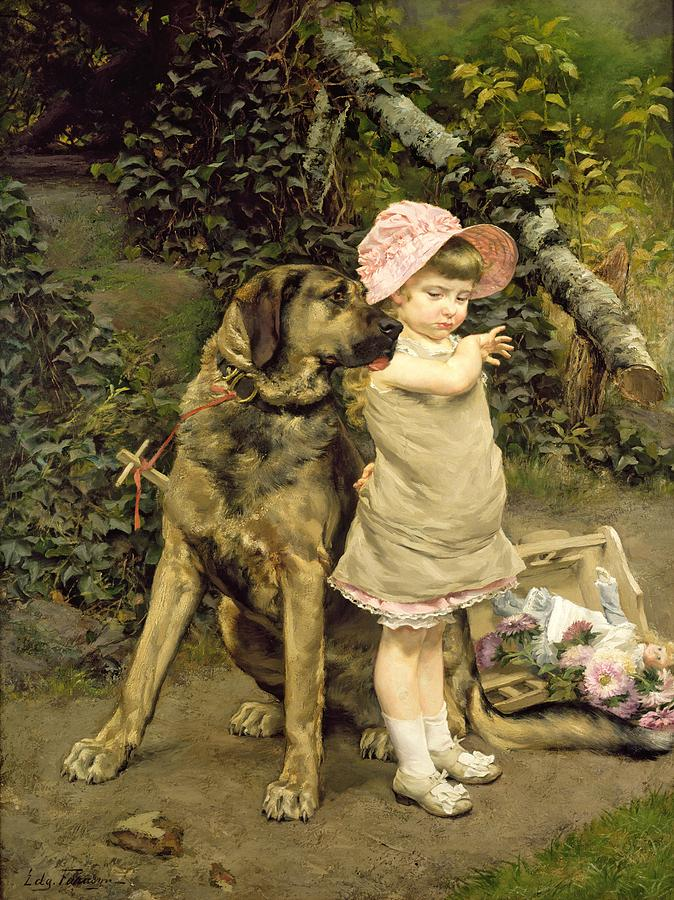
Hundebegleiter

Edgard Farasijn (auch Farasyn; * 14. August 1858 in Antwerpen; † 22. März 1938 ebenda) war ein belgischer Genre-, Kinder- und Vedutenmaler sowie Kupferstecher.

## Leben
Farasijn studierte an der Koninklijke Academie voor Schone Kunsten van Antwerpen bei Nicaise de Keyser.
Seine ersten Werke stellten niedliche Kinderszenen dar. Um 1885 wurde er Anhänger der Freilichtmalerei, schuf Landschaften und belebte Stadtansichten. Später widmete er sich den See- und Strandbildern. Darum besuchte er oft den Kurort Oostduinkerke an der Nordseeküste.
1885 wurde er zum Professor an der Antwerpener Akademie berufen. Er wurde 1891 Gründer der Gruppe „De XIII“ in Antwerpen, war auch Mitglied der Gruppe „Wees Uzelf“ (Sei du selbst).
Er stellte erstmals 1878 in Brüssel aus und gewann mehrere Medaillen auf internationalen Ausstellungen in Sydney (1879), Antwerpen (1894) und Brüssel (1897) sowie auf der Genter Messe (1883).

Er beschäftigte sich auch mit der Wandmalerei, nahm teil an den Wandmalereien im Treppenhaus des Antwerpener Rathauses.

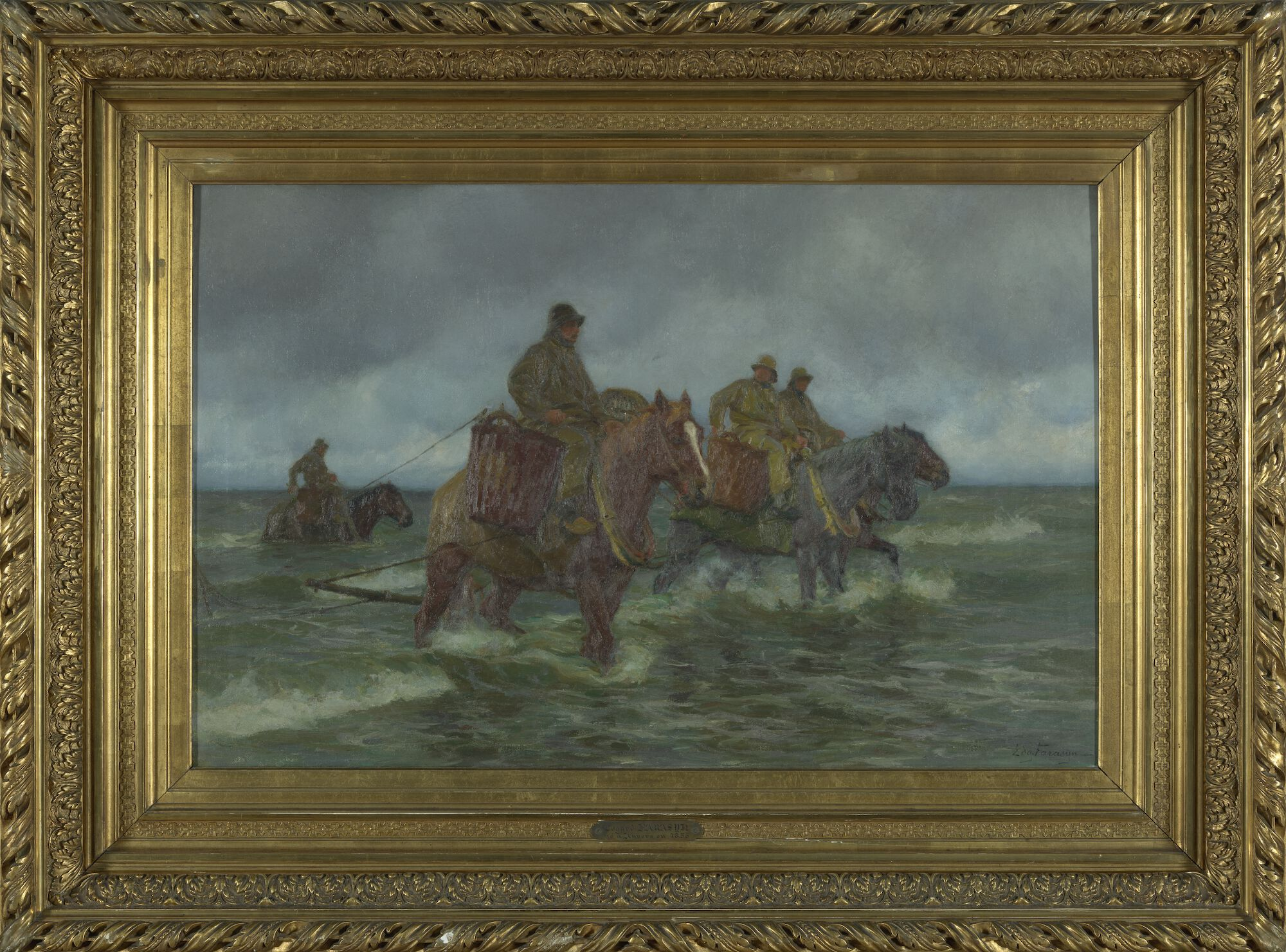
Pferdefischer im Meer im NAVIGO Nationalen Fischereimuseum
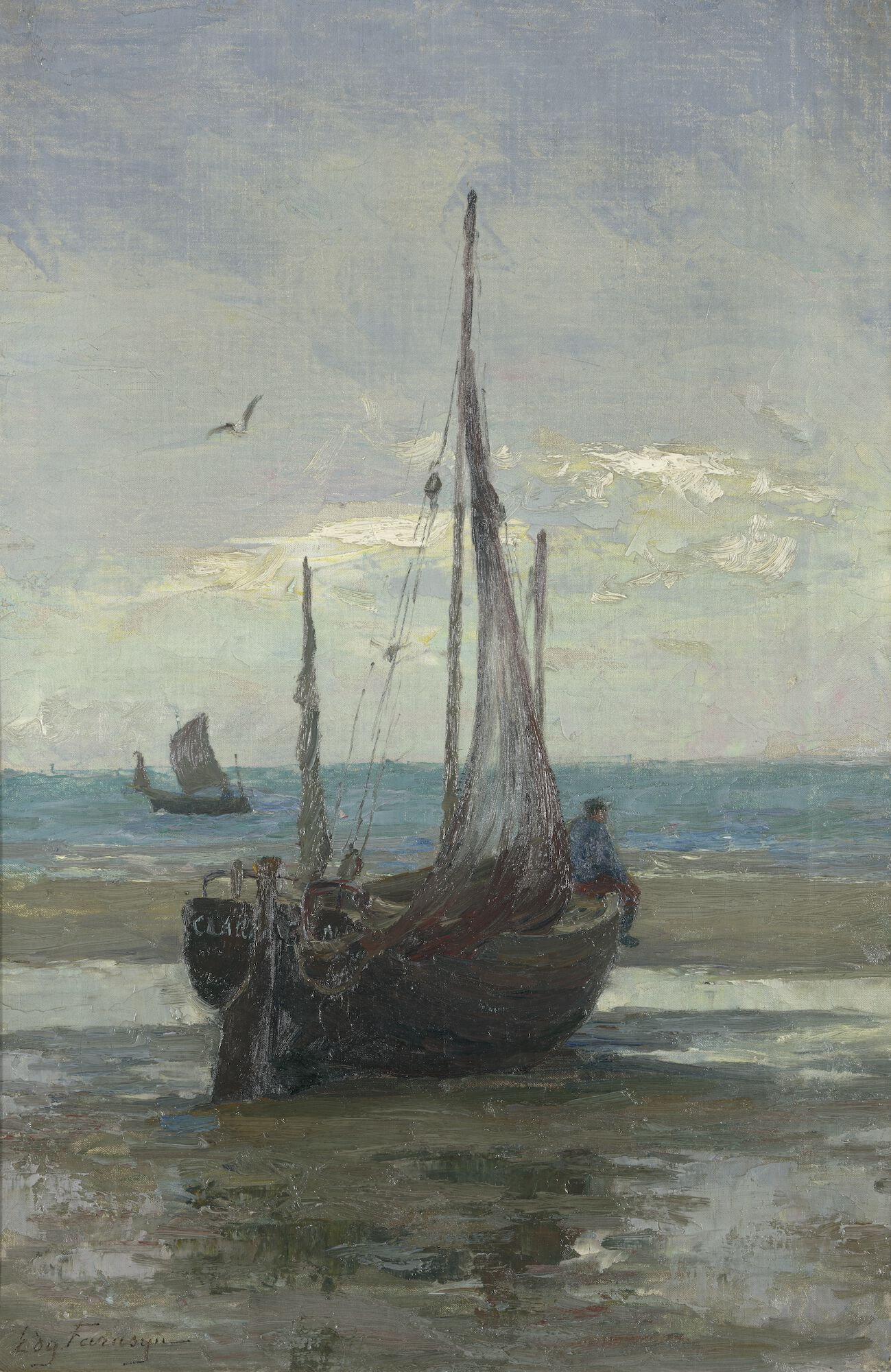
Pannepot am Strand im NAVIGO Nationalen Fischereimuseum
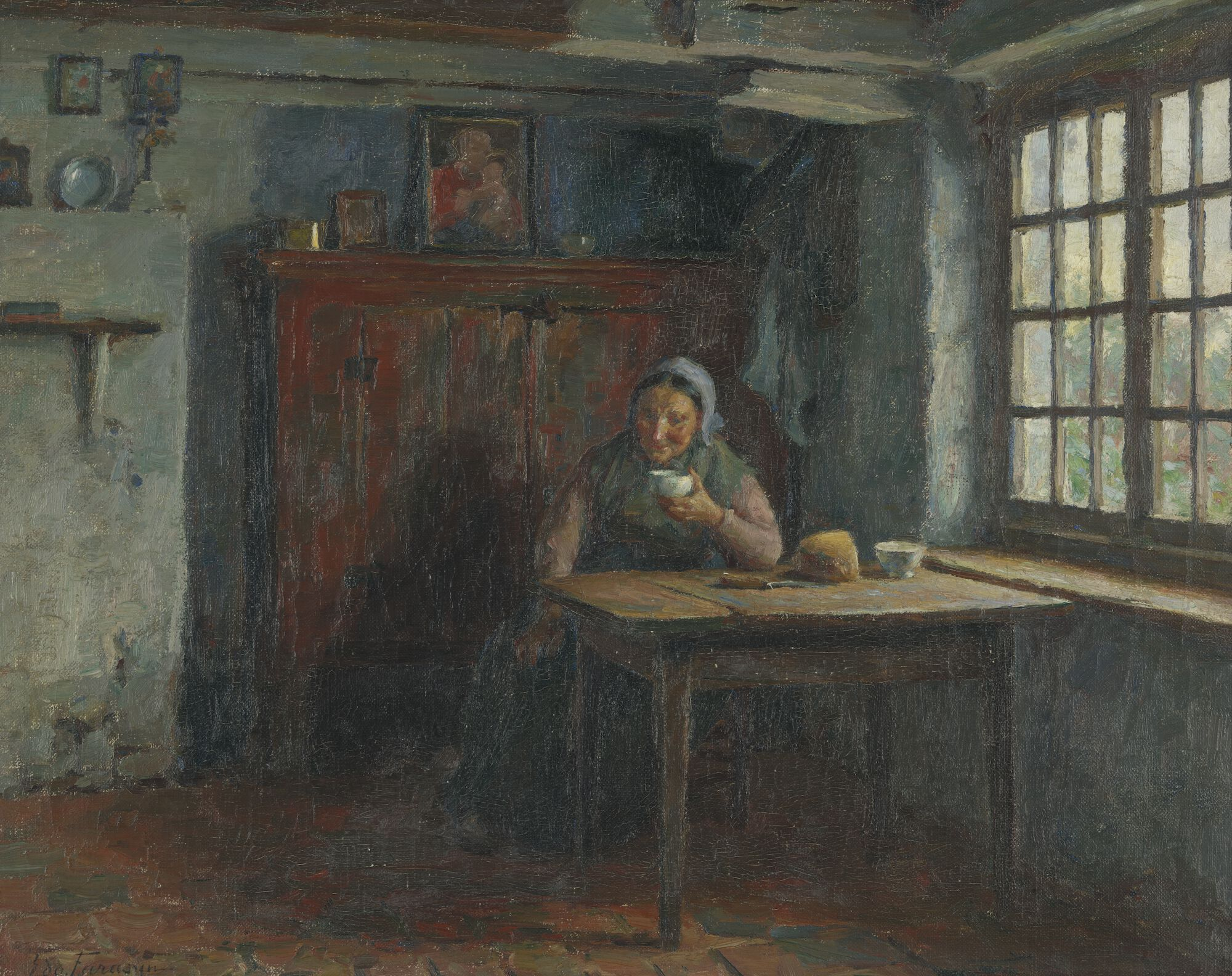
Interieur met vissersvrouwen in NAVIGO Nationaal Visserijmuseum
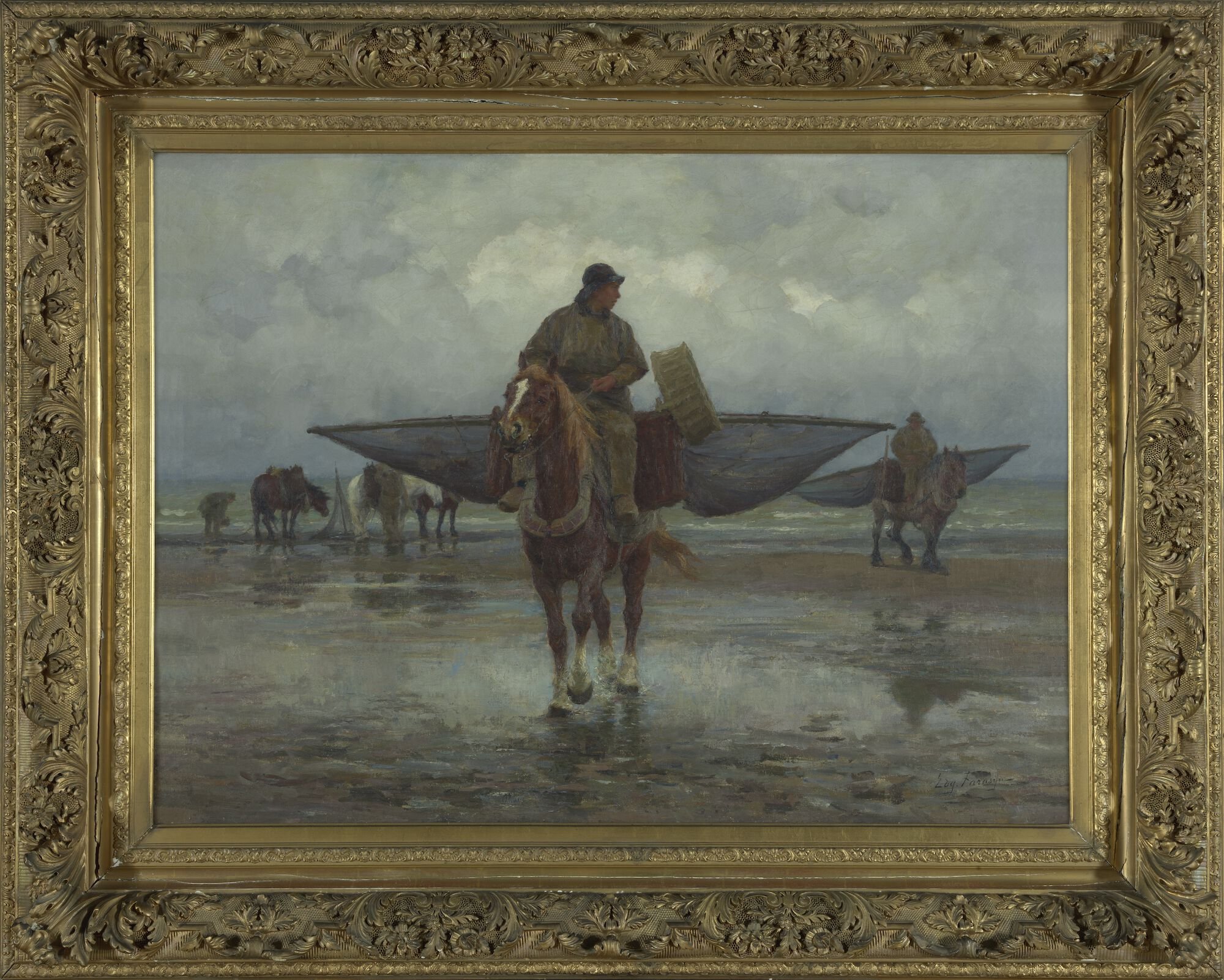
Pferdefischer am Strand im NAVIGO Nationalen Fischereimuseum
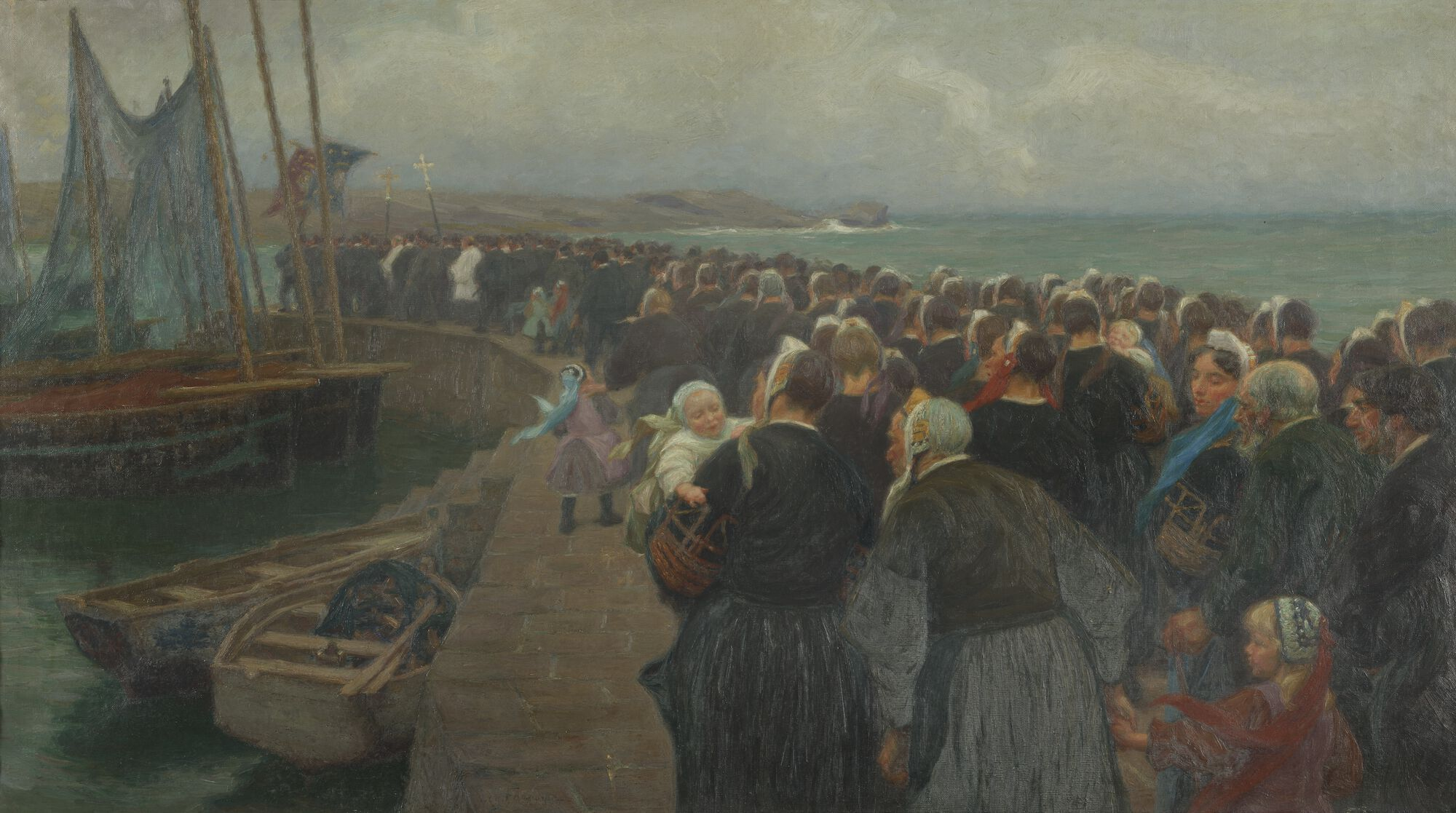
Prozession „Pardon“ und Bretagne im NAVIGO Nationalen Fischereimuseum
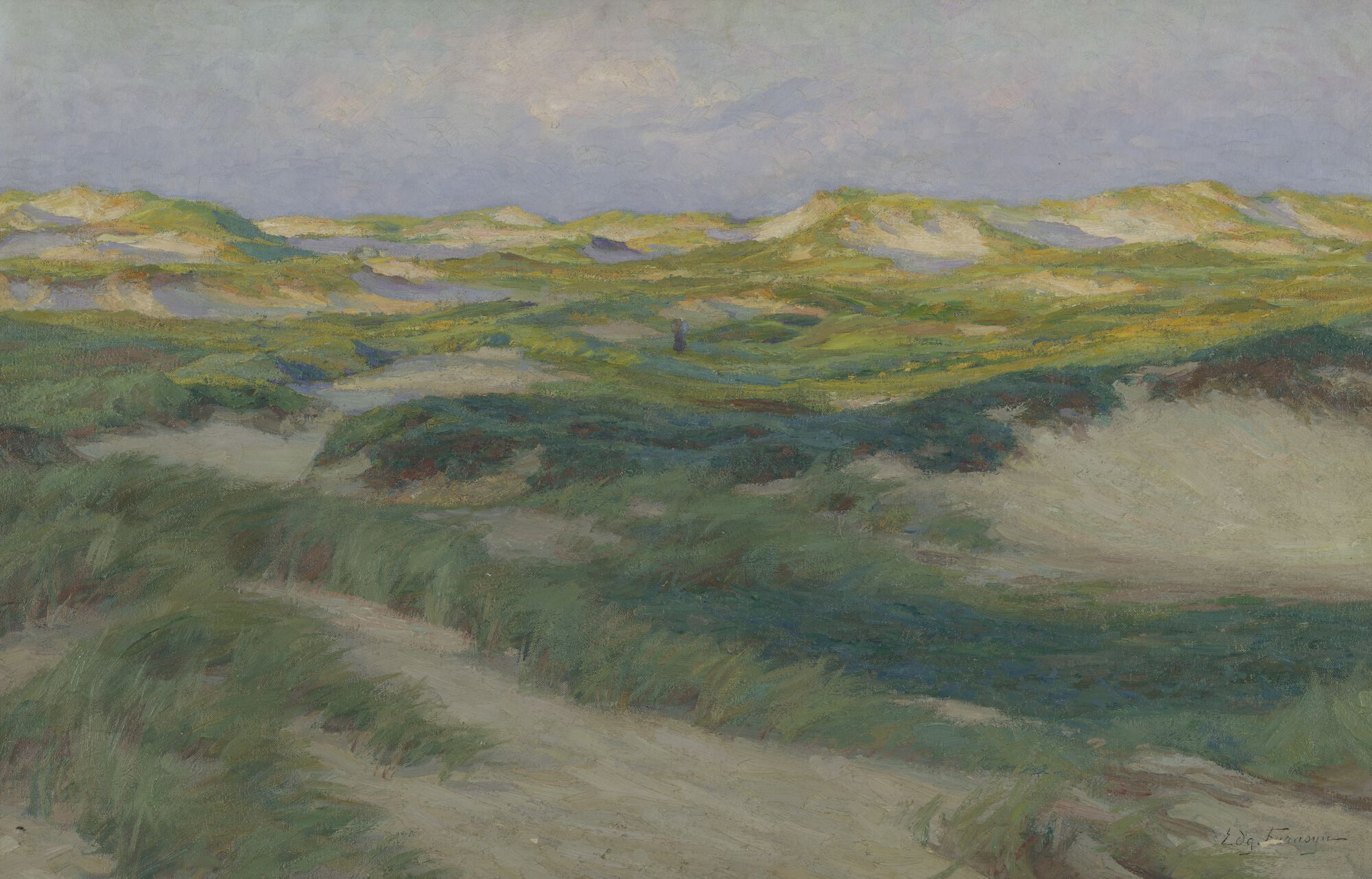
Fischerin in Dünenlandschaft im NAVIGO Nationalen Fischereimuseum